# Гипперат
Гипперат (нем. Gipperath) — община в Германии, в земле Рейнланд-Пфальц. 
Входит в состав района Бернкастель-Витлих. Подчиняется управлению Мандершайд.  Население составляет 245 человек (на 31 декабря 2010 года). Занимает площадь 4,87 км².